# Julia Channel
Pour les articles homonymes, voir Channel et Pinel.
Julia Channel, née Julia Pinel le 3 novembre 1973 à Paris, est une actrice pornographique, animatrice de télévision et chanteuse française, d'origine malienne et française.

## Biographie
Julia Channel, métisse d'origine malienne par son père et française (normande) par sa mère, est la benjamine d'une famille de 5 enfants. Elle passe son enfance dans un petit appartement de 10-12 m2 dans le 18e arrondissement de Paris, puis sa famille déménage en Seine-Saint-Denis à Neuilly-sur-Marne.
Après avoir eu son bac L, elle prépare quelque temps un DEUG de philosophie et d'italien à la Sorbonne et travaille comme serveuse.

## Carrière
Elle commence sa carrière érotique comme mannequin en posant pour la marque de maillots de bain Oncle Sam ainsi que pour des magazines tels que Playboy ou Penthouse. En février 1993, elle tourne dans son premier film pornographique amateur, La Baise dans le monde, de Pierre B. Reinhard.
Six mois plus tôt, en juillet 1992, répondant à une annonce de l'agence Clara Casting, et après un casting chez Pierre Woodman, elle démarre à l'âge de dix-huit ans une prolifique carrière qui l'amènera a tourner environ 120 films en 5 ans. D'abord en Allemagne, sous la direction de Nils Molitor, puis en France (Laetitia, Marc Dorcel, Alain Payet, Michel Ricaud), aux États-Unis (Andrew Blake), et en Italie (Mario Salieri, Joe D'Amato). On notera également son apparition en 1995 dans le clip censuré de la chanson Cours vite du groupe Silmarils, aux côtés de Draghixa et Zabou.
Elle est parfois créditée sous le nom de Julia Chanel, Lydia Chanel ou Julia Show. Le pseudonyme Julia Chanel est écarté à la suite d'une requête de la société Chanel qui souhaitait éviter toute confusion avec sa marque,.
En 1996, malgré une proposition avantageuse du studio américain Vivid, Julia arrête définitivement sa carrière dans le porno en se disant bouleversée par un reportage réalisé pour le journal Hot Vidéo sur le sida au Congo et inquiète pour sa propre santé car le préservatif n'était pas très populaire sur les tournages de l'époque.

## Reconversion
L'heure de la reconversion arrive et elle est engagée pour tourner dans plusieurs films traditionnels comme Les Truffes (1995), où elle joue aux côtés de Jean Reno, Frères (1994), Coup de vice (1996) aux côtés de Samy Naceri et Recto/Verso (1999) aux côtés de Smaïn. Elle se produit également dans une trentaine de téléfilms érotiques diffusés sur M6.
Elle crée également des services audiotel payants dans plusieurs pays européens et se produit dans un show très hot qui parcourt la planète. On lui propose alors d'animer des émissions sur MCM (coprésentatrice de Zoom Zoom puis elle obtient sa propre émission : Dédicaces). La chaine Canal+ fait appel à elle en 1999 pour animer une émission, Sans queue ni tête, sur son site Internet. L'émission s'avère être un succès et Julia lance alors son propre site afin de se rapprocher de ses fans. Puis elle présente Le Journal du hard en 2001, quelques mois après Alexandre Devoise (avec qui elle avait été en couple), toujours sur la chaine cryptée, dont elle est la première ex-hardeuse à être la présentatrice. Cependant, elle n'arrive pas à présenter l'émission en faisant prévaloir ses conceptions et arrête six mois plus tard.
Elle apparaît ensuite dans des clips de hip-hop et déclare conserver un bon souvenir de sa carrière d'actrice pornographique. Elle présente aussi Hip hop Channel sur MCM. Julia Channel a aussi fondé un site de rencontres pour célibataires, nommé mecacroquer.com.
Le 13 mars 2008, elle publie une autobiographie : L'enfer vu du ciel (éditions Blanches). La sortie de ce livre est l'occasion pour elle de monter sur scène et commencer une reconversion dans la musique après un premier titre sorti en 2002, « pas extraordinaire » selon elle.
En décembre 2010, Julia Channel sort son premier clip All I Want issu de son futur premier album Colors.
En février 2013, elle met au monde un fils nommé Ayden, et prévoit de se marier en octobre.
En septembre 2013, le single Never let me down est diffusé avec son clip. Après plusieurs reports de sortie, l'album est proposé en digital fin novembre 2013[réf. nécessaire].

## Récompenses
- 1998 : Hot d'or d'honneur[13],[14]

## Filmographie sélective
- Rêves de cuir (1991), Francis Leroi.
- La Baise dans le monde (1992), Pierre B. Reinhard.
- La Vénus bleue (1993), Michel Ricaud
- Rêves de cuir 2 (1993), Francis Leroi
- Adolescenza perversa (1993), Mario Salieri
- Marco Polo (1994), Joe d'Amato
- Carol Lynn Bizarre - Die Prüfung (1994), Harry S. Morgan.
- Le Parfum de Mathilde (1994), Marc Dorcel
- Tout le monde dit oui (1994), Sandrine Vincenot
- La lunga notte della paura (1994), Mario Salieri
- Eros et Thanatos (1995), Mario Salieri
- Les Truffes (1995), Bernard Nauer.
- Coup de vice (1996), Patrick Levy.
- Désirs noirs - Belle comme le diable (1997), Patrice Gautier.
- Enquête d'échanges (1998), David Gilbert.
- Recto-verso (1999), Jean-Marc Longval.
- Gentleman détective (1999), Bruno Troisiho.
- Désirs sur toile (2000), Marc Riva.
- Stupri di guerra (2002), Nicky Ranieri.